# Adelastes hylonomos
Sous-famille
Genre
Espèce
Statut de conservation UICN

 DD  : Données insuffisantes
Adelastes hylonomos, unique représentant du genre Adelastes et de la sous-famille des Adelastinae, est une espèce d'amphibiens de la famille des Microhylidae.

## Répartition et habitat
Cette espèce se rencontre :
- au Venezuela dans l'État d'Amazonas au pied du Cerro Neblina, à proximité du Rio Baria dans le bassin amazonien ;
- au Brésil dans l'État d'Amazonas dans la municipalité de Santa Isabel do Rio Negro.

Cette espèce terrestre vit sur la litière de feuille des forêts tropicales humides de basse altitude

## Description
Adelastes hylonomos mesure de 24,6 à 28,9 mm pour les mâles, la taille des femelles n'est pas connue. Son dos est uniformément brun foncé et son ventre pâle. 

## Étymologie
Son nom d'espèce, du grec hylonomos, « de la forêt profonde », lui a été donné en référence à son habitat.

## Publications originales
- Peloso, Frost, Richards, Rodrigues, Donnellan, Matsui, Raxworthy, Biju, Lemmon, Lemmon & Wheeler, 2015 : The impact of anchored phylogenomics and taxon sampling on phylogenetic inference in narrow-mouthed frogs (Anura, Microhylidae). Cladistics, p. 1–28.
- Zweifel, 1986 : A new genus and species of microhylid frog from the Cerro de la Neblina region of Venezuela and a discussion of relationships among New World microhylid genera. American Museum Novitates, no 2863, p. 1-24 (texte intégral).